# Дуст Мухаммад

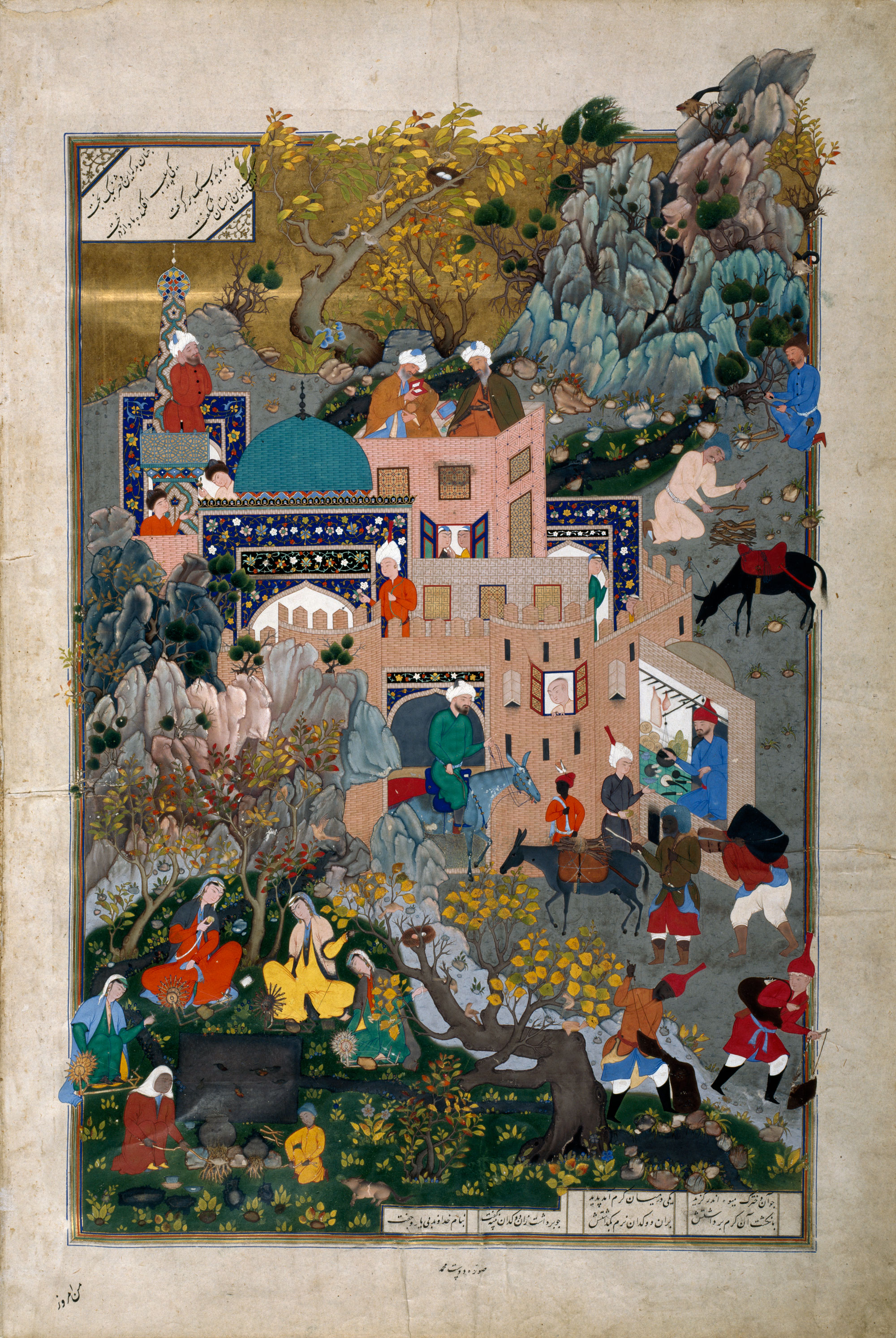
Дуст Мухаммад. Хафтвад и червь. Шахнаме шаха Тахмаспа, Фирдоуси, ок. 1540 г. Коллекция Ага Хана, Женева.

Дуст Мухаммад (Дуст Мухаммад ибн Сулейман; кон. XV века, Герат, Афганистан — 1560-е, Казвин, Государство Сефевидов) — персидский художник, каллиграф и историк искусства.
Дуст Мухаммад был учеником прославленного Бехзада, работавшим вместе с учителем в гератской китабхане. Принц Бахрам-мирза первым разглядел его талант и пригласил работать в свою мастерскую. Около 1520 года Дуст Мухаммад совместно с Бехзадом перебирается из Герата в Тебриз. После смерти шаха Исмаила I он остался на службе у шаха Тахмаспа I, приняв участие в иллюстрировании знаменитого большого «Шахнаме» Тахмаспа, правда, гораздо более скромное, чем Султан Мухаммед, или Мир Мусаввир. После смерти своего учителя Бехзада художник по каким-то причинам покинул китабхане Тахмаспа. Как считают некоторые исследователи, по своей натуре Дуст Мухаммад был кочевником и не мог долго сидеть на одном и том же месте. В конце 1530-х годов он работал при дворе правителя Кабула Мирзы Камрана, брата могольского императора Хумаюна, и пребывал там до тех пор, пока 1554—55 годах по приглашению этого императора не уехал в Индию. Приблизительно к 1550 году относится великолепная миниатюра на отдельном листе, созданная по заказу могольского императора — «Император Хумаюн с братьями на фоне пейзажа». Она выдержана в туркменском стиле Султана Мухаммеда, в ней множество гротескных гор принимающих формы слона и других животных (такие гротески особенно любил шах Тахмасп). Император Хумаюн сидит на некоем подобии каменного трона, а вдали под деревьями играют трое мальчиков, один из которых будущий император Акбар I. Непоседливый характер Дуст Мухаммада не дал ему укорениться и при дворе могольских императоров — в начале 1560-х годов, уже при императоре Акбаре I, Дуст Мухаммад покинул Индию, и вернулся в Иран, где он доживал последние дни в Казвине, благочестиво переписывая Коран. Точную дату его смерти история не донесла.

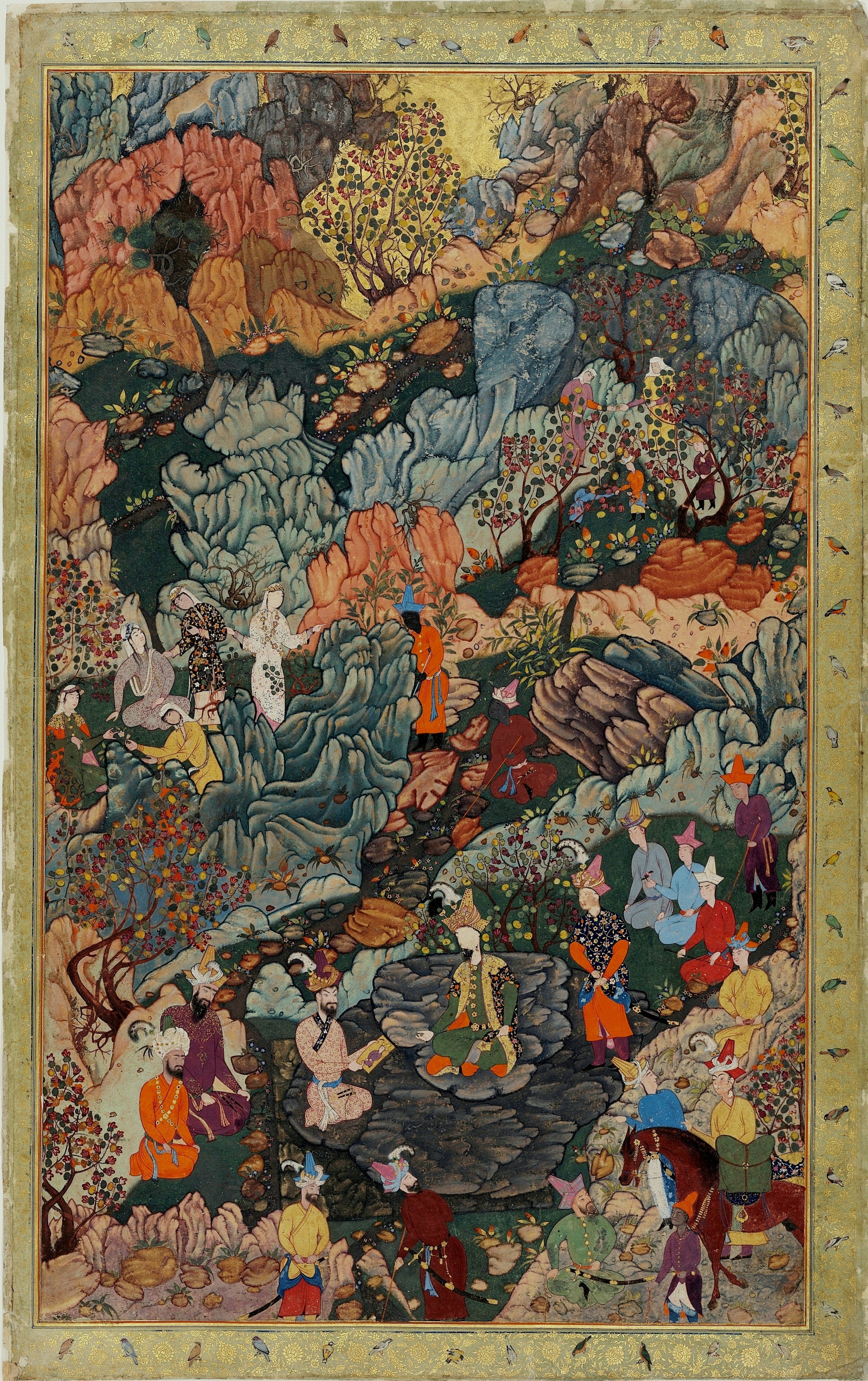
Дуст Мухаммад. «Император Хумаюн и его братья на фоне пейзажа» Лист из «Берлинского альбома» ок. 1550 г. Берлин, Государственная библиотека.

Дуст Мухаммад известен и как замечательный каллиграф. Искусству каллиграфии он учился у мастера Касима Шадишаха, ученика знаменитого гератского каллиграфа Султан-Али Мешхеди. Из под пера Дуст Мухаммада вышли превосходные художественные рукописи и каллиграфические образцы. Некоторые из них представлены в Российской Национальной Библиотеке в Санкт-Петербурге. В течение длительного времени Дуст Мухаммад был главой китабхане сефевидского принца Бахрама-мирзы, известного мецената, но кроме того, мастера каллиграфии, художника, музыканта и поэта. Дуст Мухаммад также работал для брата Бахрама-мирзы — шаха Тахмаспа I, и пользовался его особым расположением и титулом «шахский каллиграф». Дуст Мухаммад в первую главу известен как автор сочинения о персидской живописи. В 1544-45 гг. он написал трактат о каллиграфах и художниках. Это сочинение дошло до нас в составе альбома-муракка каллиграфических образцов и миниатюр, известного как «Альбом Бахрама-мирзы», который хранится в библиотеке Топкапы Сарай в Стамбуле.
Первые девятнадцать листов альбома в качестве предисловия занимает трактат Дуст Мухаммада, написанный прекрасным почерком, по всей вероятности, принадлежащим самому автору. Помимо трактата в этом альбоме имеются ещё три работы Дуст Мухаммада — две миниатюры с подписью «мастер Дуст» и каллиграфический отрывок, подписанный «Дуст-Мухаммад-мусаввир» (художник).
Трактат, написанный на персидском языке, включает предисловие о происхождении письма; главу о мастерах почерка «талик» и «насталик»; раздел, посвященный истории живописи и её мастерам, а также особо — сведения о каллиграфах и художниках китабхане Бахрама-мирзы. Несмотря на смешение мифических и исторических имен, картина истории живописи, нарисованная Дуст Мухаммадом, представляет значительный интерес. Сочинение Дуст Мухаммада содержит ясный намек на существование религиозного запрета изображения живых существ, и одновременно на относительность действия этого запрещения. В своем трактате Дуст Мухаммад совершенно не касается ни задач искусства живописи, ни её техники. Ценность этого труда заключается в обширных сведениях о жизни и творчестве персидских художников XIV—XVI веков.
Большая часть современных специалистов полагает, что Дуст Мухаммад-художник и Дуст Мухаммад-каллиграф — это два разных человека, работавших в одно и то же время, у одних и тех же патронов. По их мнению, Дуст Мухаммад-художник после Кабула отправился с императором Хумаюном в Индию, и мог скончаться в пути, поскольку был уже в преклонном возрасте.